# بيتر أليوت
بيتر أليوت (بالإنجليزية: Peter Elliot)‏ هو كاتب أمريكي، ولد في 9 ديسمبر 1966 في نيويورك في الولايات المتحدة.

## وصلات خارجية
- الموقع الرسمي